# Nephelodes rubeolans
Nephelodes rubeolans là một loài bướm đêm trong họ Noctuidae.